# Скала Калирахис
Скала Калирахис (на гръцки: Σκάλα Καλλιράχης) е селище на остров Тасос в Северна Гърция.

## География
Селището е разположено на западото крайбрежие на острова. В превод името му означава Пристанище на Калирахи. 
Южно от Скала Калирахис, по крайбрежния път към Скала Марион е разположена църквата „Свети Георги“. Също на юг на крайбрежния път е разположен и храмът „Сретение Господне“.

## История
Селището постепенно се разраства. За пръв път влиза в преброяванията в 1940 година.
Традиционно жителите се занимават с производство на маслини, зехтин, рибарство и туризъм.
| Година    | 1913 | 1920 | 1928 | 1940 | 1951 | 1961 | 1971 | 1981 | 1991 | 2001 | 2011 | 2021 |
| --------- | ---- | ---- | ---- | ---- | ---- | ---- | ---- | ---- | ---- | ---- | ---- | ---- |
| Население |      |      |      | 124  | 208  | 261  | 333  | 434  | 485  | 631  | 566  | 554  |